# Laothus viridicans
Laothus viridicans is een vlinder uit de familie van de Lycaenidae. De wetenschappelijke naam van de soort werd als Pseudolycaena viridicans in 1865 gepubliceerd door Felder & Felder.